# 仙女木
仙女木（学名：Dryas octopetala）为蔷薇科仙女木属的植物。分布于亚洲、欧洲、北美高山地带以及中国大陆的内蒙古自治区、吉林省、辽宁省等地，生长于海拔2,100米至2,300米的地区，一般生长在高山地带。種加詞「octopetala」合併自希臘文「octa（八）」與「petalon（花瓣）」二詞，指仙女木通常有 8 枚花瓣，迥異於通常有 5 枚花瓣的其他薔薇科植物。自然條件下，仙女木也可能擁有至多 16 枚花瓣。

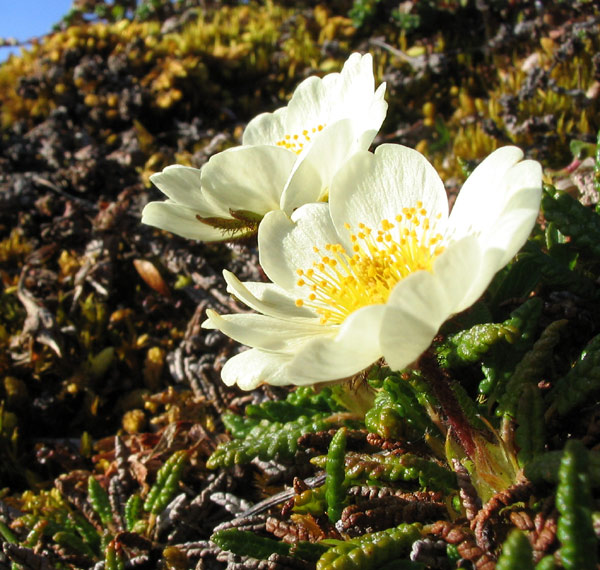

## 氣候
因为大量的仙女木花粉在对应冰段的冰芯中发现，新仙女木期、老仙女木期和最老仙女木期以仙女木命名。在这几个冰段期间，因为北半球大部分现在被森林覆盖的地区被苔原取代，仙女木的分布远比现在广泛。